# Konstantin Iliew
Konstantin Nikołow Iliew, bułg. Константин Николов Илиев (ur. 9 marca 1924 w Sofii, zm. 6 marca 1988 tamże) – bułgarski dyrygent i kompozytor.

## Życiorys
W latach 1942–1946 studiował w konserwatorium w Sofii, gdzie jego nauczycielami byli Paraszkew Chadżiew i Panczo Władigerow (kompozycja) oraz Marin Goleminow (dyrygentura). Od 1946 do 1947 roku przebywał w Pradze, gdzie kontynuował studia w tamtejszym konserwatorium u Jaroslava Řídkiego i Aloisa Háby (kompozycja) oraz Václava Talicha i Pavla Dědečka (dyrygentura). W latach 1948–1949 dyrygował operą w Sofii, następnie był dyrygentem orkiestr w Ruse (1949–1952) i Warnie (1952–1956). Od 1956 do 1985 roku dyrygował orkiestrą filharmoniczną w Sofii. W latach 1964–1985 wykładał także dyrygenturę w konserwatorium w Sofii. Występował jako dyrygent w krajach europejskich i na Bliskim Wschodzie, wykonując muzykę bułgarską oraz utwory romantyczne i neoklasyczne.

## Twórczość
Początkowo tworzył pod silnym wpływem stylistyki folklorystycznej, którą porzucił później na rzecz bardziej nowoczesnych technik. Eksponował elementy konstruktywistyczne, dążąc do eliminacji efektów sonorystycznych. 

## Ważniejsze kompozycje
(na podstawie materiałów źródłowych)

### Utwory orkiestrowe
- 5 symfonii (I 1947, II na instrumenty dęte, fortepian, harfę i perkusję 1951, III 1954 zrewid. 1965, IV na orkiestrę smyczkową i bas solo 1958, V 1959)
- Concertino na flet i orkiestrę (1946)
- Concerto grosso na smyczki, fortepian i perkusję (1948)
- poemat symfoniczny Pesen za czoweszkata radost (1951)
- Wariacje symfoniczne (1953)
- Frammenti na orkiestrę symfoniczną (1968)
- Tempi concertati na kwartet smyczkowy i orkiestrę smyczkową (1969)
- Koncert skrzypcowy (1971)
- Tempi concertati II na flet, klawesyn i smyczki (1975)

### Utwory kameralne
- 4 kwartety smyczkowe (I 1948, II 1952, III 1954, IV 1956)
- 6 utworów na obój, róg i trio smyczkowe (1954)
- Sonata wiolonczelowa (1957)
- 3 utwory na 2 klarnet i klarnet basowy (1960)
- Duo concertante na skrzypce i fortepian (1963)
- Komentarze na wiolonczelę i fortepian (1968)
- Trio fortepianowe (1976)

### Utwory chóralne
- Zeleni obłaci (1965)
- Sełska pesen (1965)
- Don Quichotte (1966)
- Sedenkarski pesni (1970)
- Stimmen der Ebene (1981)

### Utwory wokalno-instrumentalne
- Czudnoto choro na chór dziecięcy, instrumenty dęte i fortepian (1956)
- Septemwri 1923 na sopran, bas, chór i orkiestrę (1963)
- Otrażenija na sopran i fortepian (1966)
- Godisznite wremena na chór dziecięcy i orkiestrę (1969)
- Pochwałno słowo na Konstantin fiłosof na tenora, bas, chór i instrumenty (1970)
- Poema za myrtwite, poswetena na żiwite na sopran, tenora, bas, 4 recytatorów, chór dziecięcy i instrumenty (1972)

### Opery
- Bojanskijat majstor (1962, wyst. Sofia 1962)
- Elenowo carstwo (1975)